# Glaucina ouden
Glaucina ouden là một loài bướm đêm trong họ Geometridae.